# شاه‌ماهی رودخانه‌ای آمریکا
شاه‌ماهی رودخانه‌ای آمریکا (نام علمی: Alosa pseudoharengus) نام یک گونه از سرده شاه‌ماهی رودخانه است.